# Trouble (альбом EXID)
Trouble (с англ. — «Тревога») — первый японский студийный альбом южнокорейской гёрл-группы EXID. Альбом был выпущен 3 апреля 2019 года компанией Tokuma Japan Communications.

## Релиз
Альбом был выпущен в двух физических изданиях, включая обычное и ограниченное издание, а также в качестве цифровой загрузки 3 апреля 2019 года.

## Коммерческий успех
Trouble дебютировал и достиг 12-го места в чарте альбомов Oricon и 23-го места в Billboard Japan’s Hot Albums. Он также достиг пика на 10-м месте по продажам лучших альбомов Billboard Japan, с 4,831 физическими копиями, проданными в первую неделю.

## Трек-лист
| №                   | Название                    | Текст песни                                             | Музыка                                      | Длительность |
| ------------------- | --------------------------- | ------------------------------------------------------- | ------------------------------------------- | ------------ |
| 1.                  | «The Beauty Is Guilty!?»    | Satoru Kurihara                                         | Singo Kubota Satoru Kurihara Taku Takahashi | 3:12         |
| 2.                  | «Hot Pink» (JPN ver.)       | Rina Moon Monster Factory BEOMxNANG Shinsadong Tiger LE |                                             | 3:24         |
| 3.                  | «Trouble»                   | Ryo Kurihara                                            |                                             | 4:05         |
| 4.                  | «Every Night» (JPN ver.)    | LE Rina Moon                                            | LE Shinsadong Tiger                         | 3:54         |
| 5.                  | «Without U» (JPN ver.)      | LE                                                      | LE S. Kim                                   | 3:34         |
| 6.                  | «Cookie & Cream»            | Rina Moon                                               | Tak Miyazawa                                | 3:55         |
| 7.                  | «Up&Down» (JPN ver.)        | Shinsadong Tiger Beomi LE Nyangi                        | Shinsadong Tiger Beomi LE Nyangi            | 3:14         |
| 8.                  | «Too Good to Me» (JPN ver.) | LE Big Bread                                            | LE Big Bread                                | 3:29         |
| 9.                  | «Vaporize Yourself !»       | Junxix                                                  | Tsugutoshi Atohara                          | 3:33         |
| 10.                 | «Memories»                  | Sayaka Inoue                                            | Justin Moretz Kotaro Egami                  | 4:09         |
| Общая длительность: | Общая длительность:         | Общая длительность:                                     | Общая длительность:                         | 36:29        |

| №   | Название     | Текст песни         | Музыка              | Длительность |
| --- | ------------ | ------------------- | ------------------- | ------------ |
| 11. | «I Love You» | Shinsadong Tiger LE | Shinsadong Tiger LE | 3:14         |

| №  | Название                                     | Длительность |
| -- | -------------------------------------------- | ------------ |
| 1. | «Trouble» (music video)                      |              |
| 2. | «Vaporize Yourself!» ("special" music video) |              |
| 3. | «Trouble» (music video making)               |              |
| 4. | «Trouble» (making document)                  |              |

## Чарты
| Чарты (2019)                  | Пиковые позиции |
| ----------------------------- | --------------- |
| Япония Hot Albums (Billboard) | 23              |
| Япония (Oricon)               | 12              |